# Taigaua Siberiei Orientale

Taigaua Siberiei Orientale (în rusă Восточно-Сибирская тайга, transliterat: Vostocino-Sibirskaia taiga) este o ecoregiune de taiga situată în bazinele a două dintre cele mai mari râuri din Siberia: Enisei și Lena. Partea de est ocupă bazinul hidrografic al fluviului Lena până la lanțul muntos Verhoiansk⁠(d), iar partea de vest este delimitată de râul Enisei. Această ecoregiune este cea mai mare întindere de pădure primară⁠(d) din lume și se întinde pe o distanță latitudinală de 20 de grade de la est la vest, mai precis de la 52° N până la Cercul Polar Arctic, având o lungime maximă de la nord la sud de 1600 km. Organizația World Wildlife Fund l-a inclus în lista celor 200 de ecosisteme ce necesită o conservare prioritară - Global 200⁠(d). Majoritatea speciilor biologice tipice ale Siberiei se găsesc aici. Ecoregiunea conține în mod predominant păduri de zadă⁠(d) și se caracterizează printr-o prevalență scăzută a mlaştinilor⁠(d).

## Geologie
Cea mai mare parte a regiunii este situată pe placa tectonică siberiană, iar procesele geologice de formare a munților⁠(d) de pe teritoriul său sunt încheiate. Câmpiile vaste din partea centrală a Iacutiei sunt formate din masive depozite aluvionare. Procese carstice intense au loc pe Platoul Siberian Central. Există numeroase resurse minerale⁠(d) pe teritoriul taigalei Siberiei Orientale.

## Climă
Clima ecoregiunii este hipercontinentală⁠(d), iar vremea este determinată în principal, aproape tot timpul anului, de anticicloni. Diferența de temperatură sezonieră este foarte mare: de la +40 °C vara la -62 °C iarna. Temperatura medie anuală se situează sub 0 °C. Precipitațiile totale anuale variază în medie de la 200 mm în zona de est la 400–600 mm în zona de vest. Stratul de zăpadă se încadrează de la moderat până la subțire.

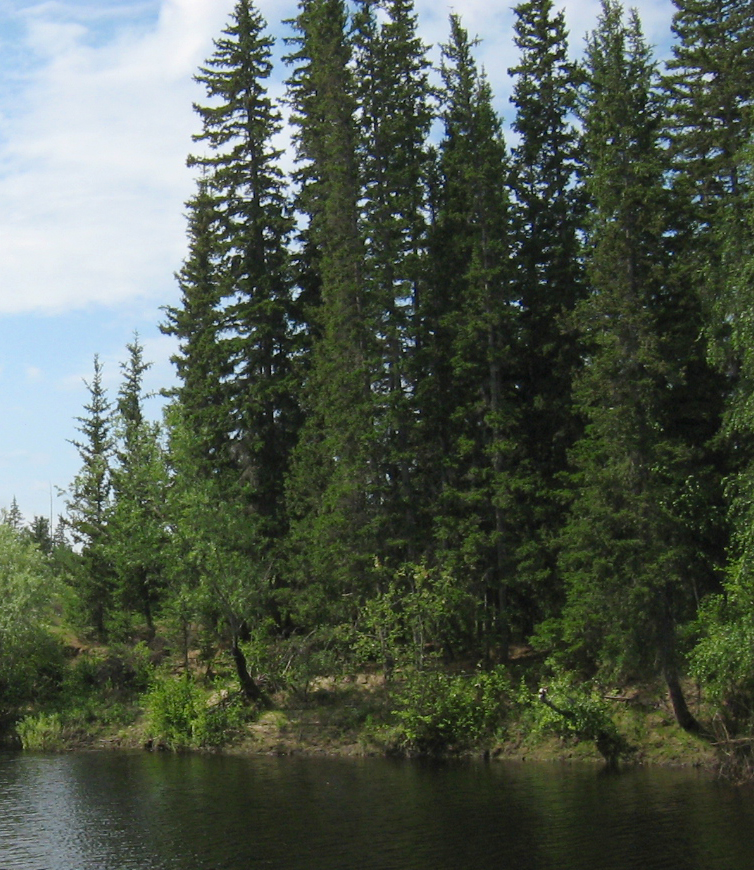
Molid siberian pe malul râului

## Vegetație
Taigaua Siberiei Orientale este acoperită predominant cu păduri puțin dense de conifere⁠(d), în principal zadă. În zonele cu strat scăzut de zăpadă din regiunea de est, principala specie forestieră⁠(d) este zada dauriană⁠(d). Această formațiune vegetală⁠(d) este cea mai răspândită în Rusia. Mai spre vest încep să apară zada siberiană⁠(d) și hibridul L. x czekanowskii. În regiunile cu o protecție sporită sunt zone de taiga de conifere întunecate⁠(d), în care speciile predominante sunt molidul siberian⁠(d), pinul siberian și bradul siberian⁠(d). Mai la sud, crește proporția pădurilor de zadă și de pin⁠(d) și apar păduri de foioase cu frunze mici⁠(d) precum mesteacănul și plopul.
Ecosistemul siberian oriental conține, de asemenea, subarboret de arin, pin pitic siberian, rododendron daurian⁠(d) și mesteacăn. Stratul⁠(d) arbustiv⁠(d) este dominat de mesteacăn pitic, merișor⁠(d) și afin. Stratul erbaceu⁠(d) este bine dezvoltat și poate avea o compoziție variată.
Flora Siberiei Orientale este foarte diversă, conținând peste 2.300 de specii de plante, inclusiv peste o mie de specii de plante vasculare pe Platoul Siberian Central. Peste 650 de specii există numai în Rezervația Oliokma⁠(d). Cresc aici multe specii endemice⁠(d) de plante de diferite niveluri, printre care speciile Adenophora jacutica⁠(d), Polygonum amgense, Oxytropis calva, Oxytropis leucantha⁠(d), Viola alexandroviana, Senecio lenensis, Salix saposhnikovii, Juncus longirostris, Caltha serogatum , Draba serogatum evenkiensis, Potentilla jacutica, Artemisia czekanowskiana.

## Faună

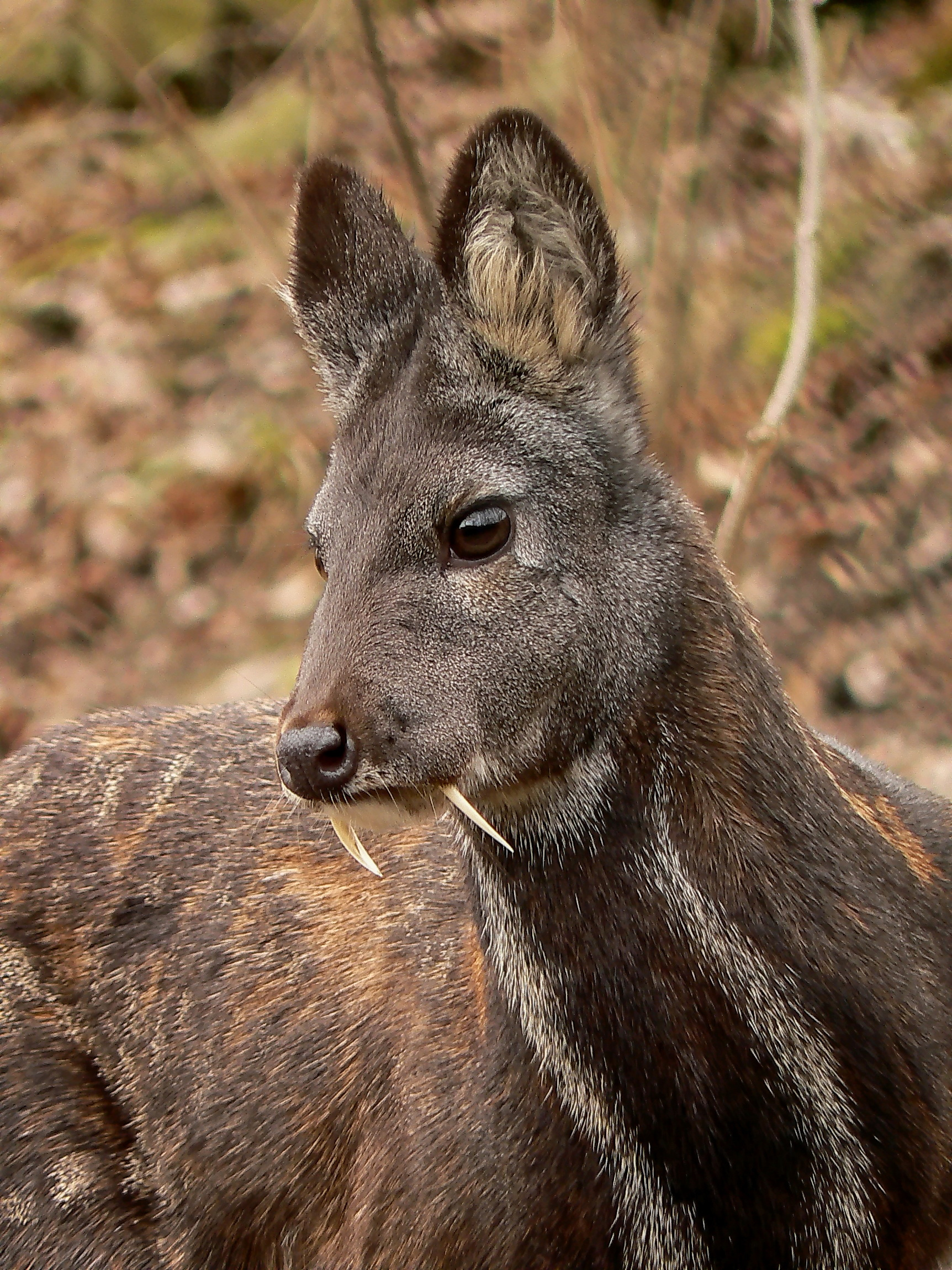
Cerb mosc

Fauna Siberiei Orientale are o origine mai veche și este semnificativ mai bogată decât fauna Siberiei de Vest - fluviul Enisei reprezintă o limită zoogeografică⁠(d) naturală. În Taigaua Siberiei Orientale există numeroase mamifere precum: ursul brun siberian⁠(d), lupul eurasiatic⁠(d), vulpea roșie, glutonul, samurul sau renul. Păsările sunt reprezentate de cocoșul de munte siberian⁠(d), brumărița siberiană, huhurezul bărbos⁠(d) și sturzul Naumann⁠(d). Doar la est de Enisei pot fi întâlnite specii precum moscul siberian⁠(d), șoarecele de câmp japonez⁠(d), privighetoarea albastră⁠(d), privighetoarea fluierătoare⁠(d), cinteza siberiană⁠(d), drepnea răsăriteană⁠(d), turturica roșcată, cocoșul de munte siberian⁠(d), rața mică de Baikal și cioara neagră. Populațiile de copitate, care se găsesc și în Taigaua Siberiană Occidentală, sunt mult mai numeroase, aici viețuind specii precum elanul nord-american⁠(d), căprioara siberiană, mistrețul și cerbul comun. 42 de specii de pește populează apele bazinului Enisei. Bogăția faunei vertebrate este ilustrată de faptul că numai în ținutul Krasnoiarsk există 4 specii de amfibieni, 2 specii de reptile, 203 specii de păsări și aproximativ 80 de specii de mamifere. Printre păsările incluse în Cartea Roșie a Rusiei⁠(d) figurează acvila de munte, uliganul pescar, șoimul călător, barza neagră și cocorul călugăr⁠(d).

## Siguranță și amenințări
Taigaua Siberiei Orientale conține încă unele dintre cele mai extinse habitate din lume pentru numeroase specii. Cu toate acestea, regiunea nu are suficiente arii naturale protejate⁠(d), iar cele care există sunt împrăștiate și nu acoperă diversitatea completă a ecosistemului. Cele mai importante sunt Parcul Natural Stâlpii Lenei, rezervațiile naturale Oliokma⁠(d), Tunguska⁠(d) și Siberia Centrală⁠(d). Asociațiile de plante care au cea mai mare nevoie de protecție sunt cele formate din următoarele specii:
- Pin silvestru, Duschekia⁠(d) (Duschekia fruticosa)⁠(d), merișor, în combinație cu Scorzonera radiata și Limnas stelleri
- Pin silvestru, Sobcotoneaster pozdnjakovii, Dryas viscosa în combinație cu rogoz⁠(d)
- Molid de Ezo⁠(d), pin pitic, feriga Diplasium sibiricum⁠(d), în combinație cu Pyrola⁠(d) (Pyrola incarnata), merișor și Hylocomium splendens⁠(d)
- Pin silvestru, pin pitic, pin siberian pitic, lichenul renilor⁠(d)
- Pin silvestru, Arctostaphyllos uva-ursi, în combinație cu Pulsatilla flavéscens⁠(d).[1][7]

Principalele amenințări la adresa supraviețuirii ecoregiunii sunt incendiile forestiere, exploatarea forestieră⁠(d) în zonele sudice și centrale, precum și exploatarea cărbunelui, petrolului și gazelor naturale. Proiectele de construcții hidroelectrice provoacă, de asemenea, o oarecare îngrijorare. Unele specii sunt amenințate de braconaj.